# Krążowniki liniowe typu Lexington
Krążowniki liniowe typu Lexington (przyznane znaki taktyczne CC-1 do CC-6) były jedynymi okrętami tej klasy jakie kiedykolwiek zostały zamówione przez Marynarkę Wojenną Stanów Zjednoczonych. Ich budowę autoryzowano w ramach planów rozbudowy z lat 1917-1919. Zaplanowane jako szybkie okręty zwiadowcze floty, miały bardzo długi okres budowy. Ich oryginalny projekt z roku 1916 zakładał wyporność 34 300 ton, uzbrojenie główne składające się z dziesięciu dział 14 calowych, relatywnie cienki pancerz i szybkość około 35 węzłów. W roku 1919 plany zostały zmienione w oparciu o doświadczenia z I wojny światowej i zaplanowano budowę okrętów większych, uzbrojonych w działa 406 mm (16 cali), lepiej opancerzonych i o nieznacznie mniejszej prędkości maksymalnej.
Budowa okrętów typu Lexington była wstrzymywana w związku z innymi priorytetowymi zadaniami związanymi z I wojną światową i stępka żadnego z okrętów nie została położona do połowy 1920 roku. W następnym roku ograniczenia wynikające z traktatu waszyngtońskiego dotyczyły głównie tych drogich krążowników liniowych ich japońskich i brytyjskich odpowiedników. Zgodnie z ustaleniami traktatowymi ich budowa została wstrzymana w lutym 1922. Traktat pozwalał na konwersję dwóch kadłubów krążowników na lotniskowce. W taki sposób przerobiono USS "Lexington" (CV-2) i USS Saratoga" (CV-3). Budowę pozostałych czterech okrętów formalnie anulowano w sierpniu 1923 i złomowano je na pochylniach.
Typ Lexington miał się składać z sześciu jednostek, których budowa została rozpoczęta w czterech różnych miejscach:
- "Lexington" (CV-2, ex-CC-1) – jego stępkę położono w Quincy (Massachusetts) w styczniu 1921 roku. Został ukończony jako lotniskowiec CV-2. Służył jako lotniskowiec do momentu zatopienia w czasie bitwy na Morzu Koralowym w 1942 roku.
- "Constellation" (CC-2) – jego stępkę położono w Newport News w sierpniu 1920 roku, Budowa została anulowana i okręt został złomowany.
- "Saratoga" (CV-3, ex-CC-3) – jego stępkę położono w Camden (New Jersey) we wrześniu 1920. Został ukończony jako lotniskowiec CV-3. Służył jako lotniskowiec do momentu zatopienia w czasie operacji Crossroads w 1946 roku.
- "Ranger" (CC-4) – jego stępkę położono w Newport News w czerwcu 1921 roku. Budowa została anulowana i okręt został złomowany.
- "Constitution" (CC-5) – jego stępkę położono w Filadelfii we wrześniu 1920 roku. Budowa została anulowana i okręt został złomowany.
- "United States" (CC-6) – jego stępkę położono w Filadelfii we wrześniu 1920 roku. Budowa została anulowana i okręt został złomowany.

## Dane techniczne (według projektu z 1919 roku)
- Uzbrojenie:
  - Artyleria główna: osiem dział kalibru 406 mm (16 cali) o lufach długości 50 kalibrów (układ 4 x II działa)
  - Artyleria pomocnicza:
    - szesnaście dział kalibru 152 mm (6 cali) o lufach długości 53 kalibrów (układ 16 x I) – osiem po każdej stronie
    - cztery działa kalibru 76 mm (3 cale)

  - Uzbrojenie torpedowe: osiem wyrzutni torped kalibru 21 cali